# ライオットアクト 2
『ライオットアクト 2』（RIOT ACT 2）は、2010年7月8日にXbox 360専用タイトルとして発売された『ライオットアクト』の続編である。日本市場以外では前作同様『Crackdown 2』という名称で発売される。今作は前作を開発したRealtime Worldsではなく、前作を担当したスタッフの一部が新たに設立したRuffian Gamesが開発している。
日本語版のキャッチコピーは「俺が正義（ルール）だ！この野郎。」

## 概要
前作の「パシフィック・シティ」の10年後を舞台にした、広大なオープンワールド型アクションゲームである。超人的な能力を持ったエージェントとなって悪の組織を殲滅するのは同様だが、今作では「フリーク」と呼ばれるゾンビのようなクリーチャーをも交えた三つ巴の抗争となる。
今作で追加された新要素としては以下のものが公表されている。
- エージェントビークルにヘリコプターが追加され、前作にあったバギー、APCを加えた全6種類となっている。（トラックは無い）
- 高層ビルからグライダーのように滑空できるウィング・スーツの追加
- 自ら移動する「高速アジリティ オーブ」「高速ドライブ オーブ」の追加
- 最大16人が参加できるオンライン対戦モード
- 前作で対応していたシステムリンクには今作は非対応

前作が評判が良く、成功を収めたのでMicrosoftは出来るだけ早く『ライオットアクト』の続編を発表したいと考えていた。そしてMicrosoftは傘下にあるレア社に続編『ライオットアクト 2』の開発を依頼し、レア社は数ヶ月間制作していたが、Microsoftはレア社の『ライオットアクト 2』の開発を取りやめレア社を他のゲーム開発に回し、代わりにRuffian Gamesにこのゲームの開発をさせた。

## 登場人物

### エージェンシー
エージェントが属する「エージェンシー」の正式名称は「国際警察機構」であり、全世界での犯罪の蔓延に対抗するために結成された警察組織である。
今作ではカタリーナ・ソーンによる破壊工作によってエージェンシーの機能が低下していた。
エージェント
カタリーナ・ソーンの破壊工作によってエージェントがウイルスに感染し壊滅的なダメージを受けたが、新たなエージェントを作り出す事に成功している。
前作同様に様々な分野において驚異的な運動能力を秘めている。
今作の「エージェントスキル」は前作同様に身体的能力をUPする他に、武器やビークルを選択できるようになっている。
- 移動 - 足の速さやジャンプ力に影響する。
- 運転 - 車の運転に関する技能。レベルが上がると「エージェントビーグル」の使用制限が解除されていき、扱える乗り物も増えていく。
- 爆破 - 手榴弾やロケットランチャーなど、爆発物系の武器の効果範囲や威力に影響する。レベルが上がれば取り扱うアイテムが増えていく。
- 格闘 - 近接格闘や重量物の持ち上げおよび投擲、敵の攻撃に対する耐久力に影響する。
- 射撃 - 射撃時のロックオン精度に影響し、レベルが上がれば扱える武器も増えていく。

### セル
カタリーナ・ソーンが裏でギャング達を使いエージェンシーに不満を持つ市民達を勧誘し武装を与えテロ活動をする市民集団で、エージェントやピースキーパー達を見つければ即座に襲い掛かり、戦力が足りなければ信号弾を打ち上げ仲間を呼ぶなど団結力も高い。10年の間に起きた出来事の真相についてエージェンシーが何かを隠していることと、それを探るカタリーナを葬るために意図的にメディア・バッシングなどを仕掛けていることが資料を集めていくうちに明らかになる。

### フリーク
カタリーナ・ソーンが開発したウイルスにより身体能力を急激に上げ人々を襲うミュータント集団。ウイルスによって身体に変化が起こっており、個体によっては原型を留めていない物も存在している。人間離れした能力を持つ代わりに紫外線に弱い弱点を持っており太陽が出ている朝と昼には活動できず、地下や廃墟の中に潜ってしまう。